# Festuca thurberi
Festuca thurberi är en gräsart som beskrevs av George Vasey. Festuca thurberi ingår i släktet svinglar, och familjen gräs. Inga underarter finns listade i Catalogue of Life.